# Takao Suzuki (linguiste)
Pour les articles homonymes, voir Takao Suzuki et Suzuki (homonymie).
Takao Suzuki (鈴木 孝夫, Suzuki Takao), né le 9 novembre 1926 et mort le 10 février 2021, est un sociolinguiste japonais, auteur de Kotoba to bunka (ことばと文化), traduit en anglais sous le titre Words in Context.
Suzuki avance que :
- les sociolinguistes ne portent pas suffisamment d'attention aux subtiles différences d'usage des mots dans différentes cultures.
- les linguistes japonais ont traditionnellement été trop occupés par les catégories linguistiques occidentales qui sont moins efficaces dans l'étude de la langue japonaise.

## Source de la traduction
- (en) Cet article est partiellement ou en totalité issu de l’article de Wikipédia en anglais intitulé « Takao Suzuki (sociolinguist) » (voir la liste des auteurs).
- Notices d'autorité :   - VIAF
  - ISNI
  - BnF (données)
  - IdRef
  - LCCN
  - GND
  - Italie
  - Japon
  - CiNii
  - Belgique
  - Pays-Bas
  - Pologne
  - Israël
  - NUKAT
  - Australie
  - Lettonie
  - Brésil
  - Corée du Sud
  - WorldCat